# Gremiasco
Gremiasco (Gremiasch in dialetto tortonese, Gremiasco in ligure) è un comune italiano di 276 abitanti della provincia di Alessandria, in Piemonte.

## Geografia fisica
Il comune è situato sulla destra del torrente Curone.

## Storia
Feudo dei Malaspina, dei Fieschi e dei Doria (1565), passò sotto il protettorato dei Savoia nel 1735, pur mantenendo la propria autoomia con i principi Doria Pamphili Landi, e divenne comune nel 1818. Durante il periodo fascista fu inglobato nel comune di  San Sebastiano Curone.

### Simboli
Lo stemma e il gonfalone sono stati concessi con DPR del 29 agosto 1986.
Nello scudetto al di sopra della torre è riprodotto il blasone della famiglia Colombassi. Sono poi rappresentati: un albero e le spighe, che simboleggiano le attività della valle; la torre medioevale presente nel centro del paese; una stella che rappresenta la fede religiosa.
Il gonfalone è un drappo di azzurro e di rosso.

## Amministrazione
Di seguito è presentata una tabella relativa alle amministrazioni che si sono succedute in questo comune.
| Periodo        | Periodo        | Primo cittadino          | Partito                                               | Carica  | Note  |
| -------------- | -------------- | ------------------------ | ----------------------------------------------------- | ------- | ----- |
| 12 giugno 1985 | 28 maggio 1990 | Giulio Rocca             | Partito Socialista Italiano                           | Sindaco | [ 7 ] |
| 28 maggio 1990 | 24 aprile 1995 | Giulio Rocca             | Partito Socialista Italiano                           | Sindaco | [ 7 ] |
| 24 aprile 1995 | 14 giugno 1999 | Pier Emilio Raffo        | centro-sinistra                                       | Sindaco | [ 7 ] |
| 14 giugno 1999 | 14 giugno 2004 | Pier Emilio Raffo        | lista civica                                          | Sindaco | [ 7 ] |
| 14 giugno 2004 | 7 giugno 2009  | Germano Giovanni Nuvione | lista civica                                          | Sindaco | [ 7 ] |
| 8 giugno 2009  | 25 maggio 2014 | Germano Giovanni Nuvione | lista civica: due spighe di grano                     | Sindaco | [ 7 ] |
| 25 maggio 2014 | 26 maggio 2019 | Umberto Dallocchio       | lista civica: Gremiasco viva                          | Sindaco | [ 7 ] |
| 26 maggio 2019 | 9 giugno 2024  | Umberto Dallocchio       | lista civica: Gremiasco viva                          | Sindaco | [ 7 ] |
| 9 giugno 2024  | in carica      | Germano Giovanni Nuvione | lista civica: Tre spighe di grano con stretta di mano | Sindaco | [ 7 ] |

### Altre informazioni amministrative
Il comune faceva parte della Comunità Montana Valli Curone Grue e Ossona.

## Società

### Evoluzione demografica
Negli ultimi cento anni, a partire dal 1921, la popolazione residente è diminuita del 67 %.
Abitanti censiti

## Monumenti e luoghi d'interesse

### Chiesa parrocchiale
La chiesa parrocchiale fu riedificata nel 1697 su una preesistente pieve romanica. L'interno è a navata unica con cappelle laterali, in stile barocco.
Su un lato dell'abside attuale, si conserva tuttora l'abside romanica, in pietra lavorata, un tempo usata come ripostiglio e oggi, restaurata, adibita alla custodia del Santissimo Sacramento.

## Esempio di dialetto gremiaschese
IL PADRE NOSTRO.
Pôre nòstru,
che t'jé int'u sjé,
c'u tò nòme u sèja sèmpre sauntu;
c'u véna u tò régnu;
c'u vaga tüttu cmè che t'vö téi,
int'u sjé e int'a tèra aséi.
Maundne e pau incö e tüti i dì,
e làsa andô i nòstri débti cmè nujôtri a i lasm'andô a quèj ch'i g'aun da dône a nui.
Mèttne méja in tentasiou
ma vôrdne da e mô.
E c'u séja pareggiu.

## Galleria d'immagini

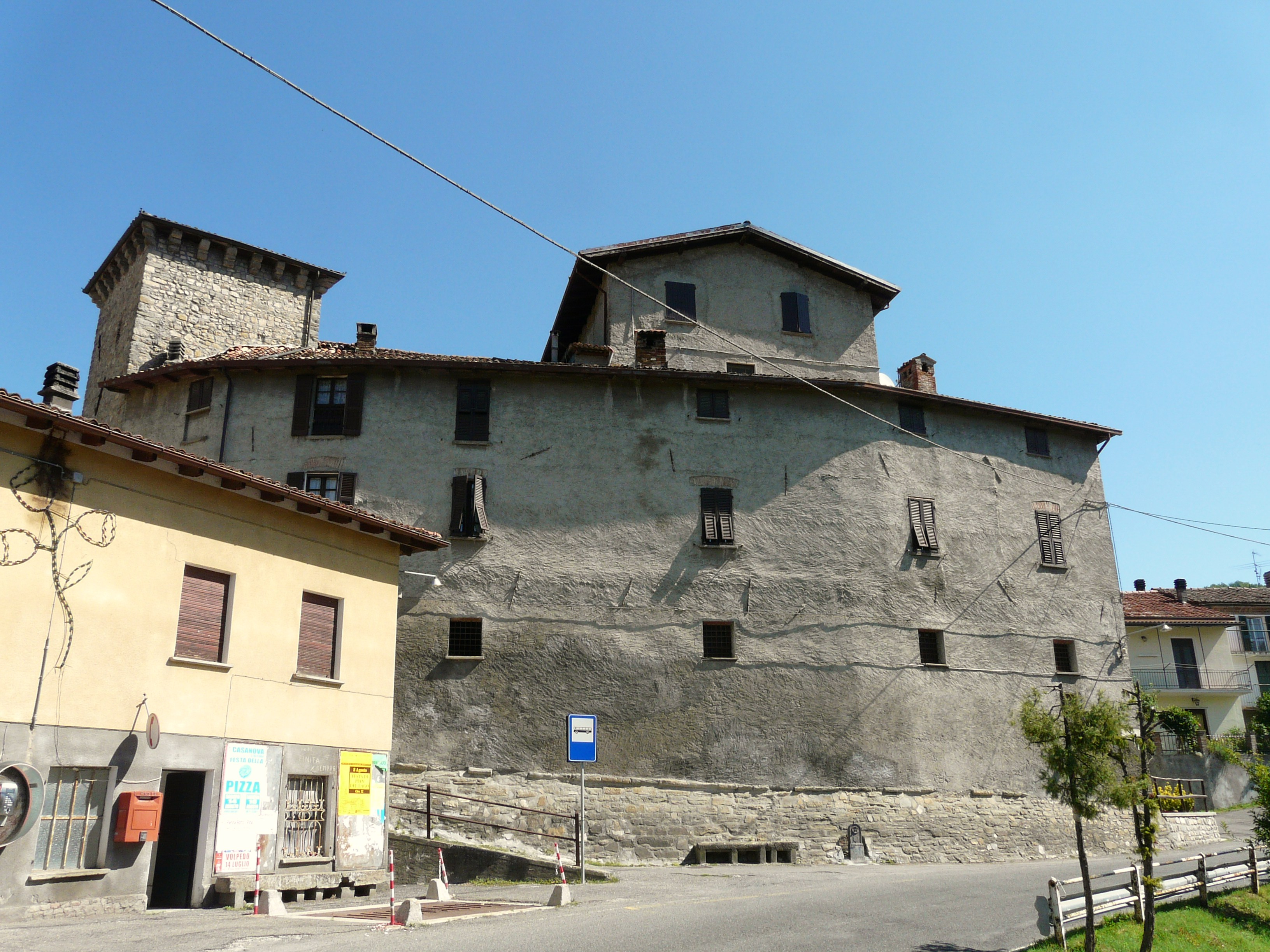
Il castello dei Malaspina
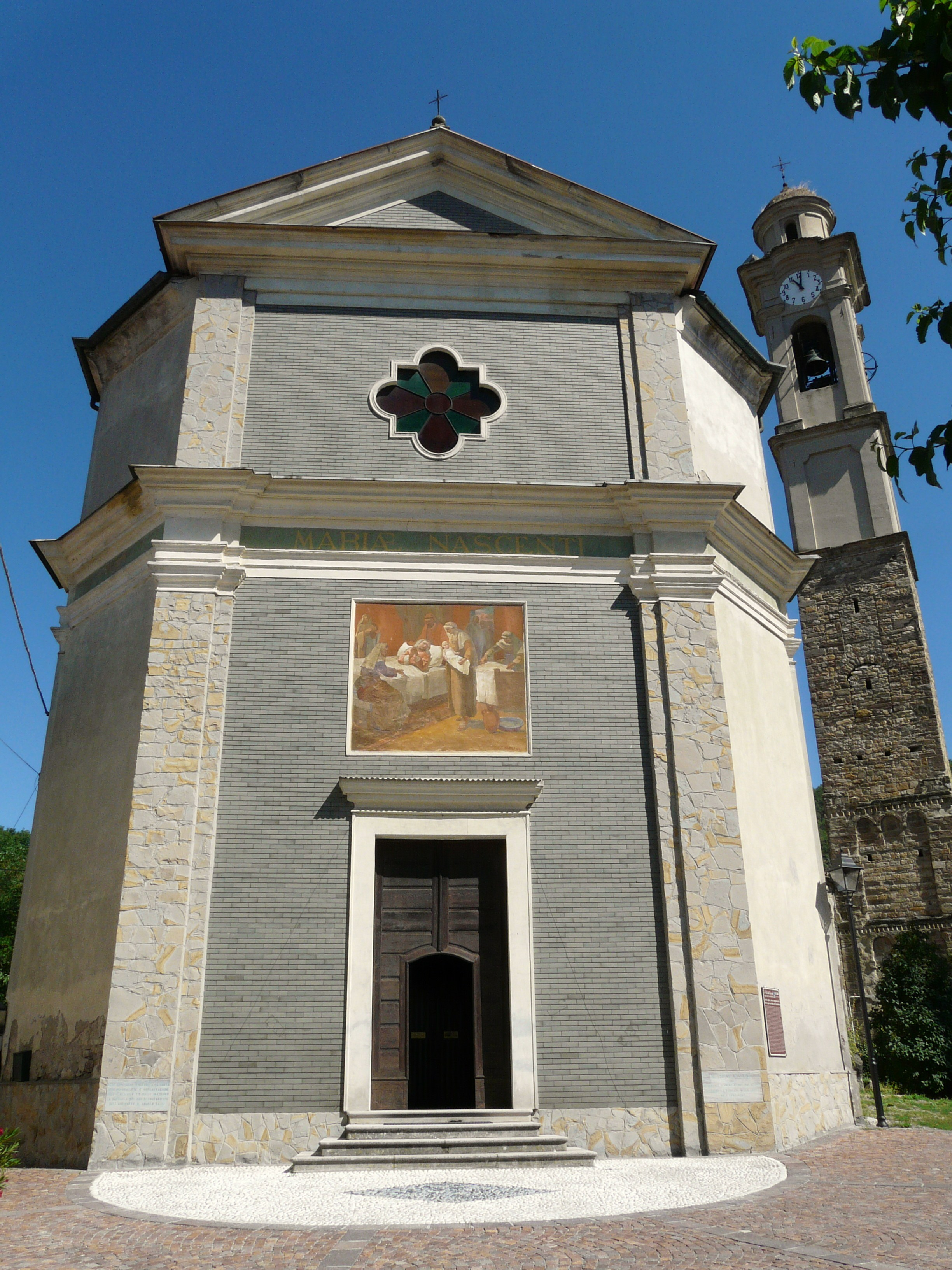
La chiesa di Santa Maria Nascente
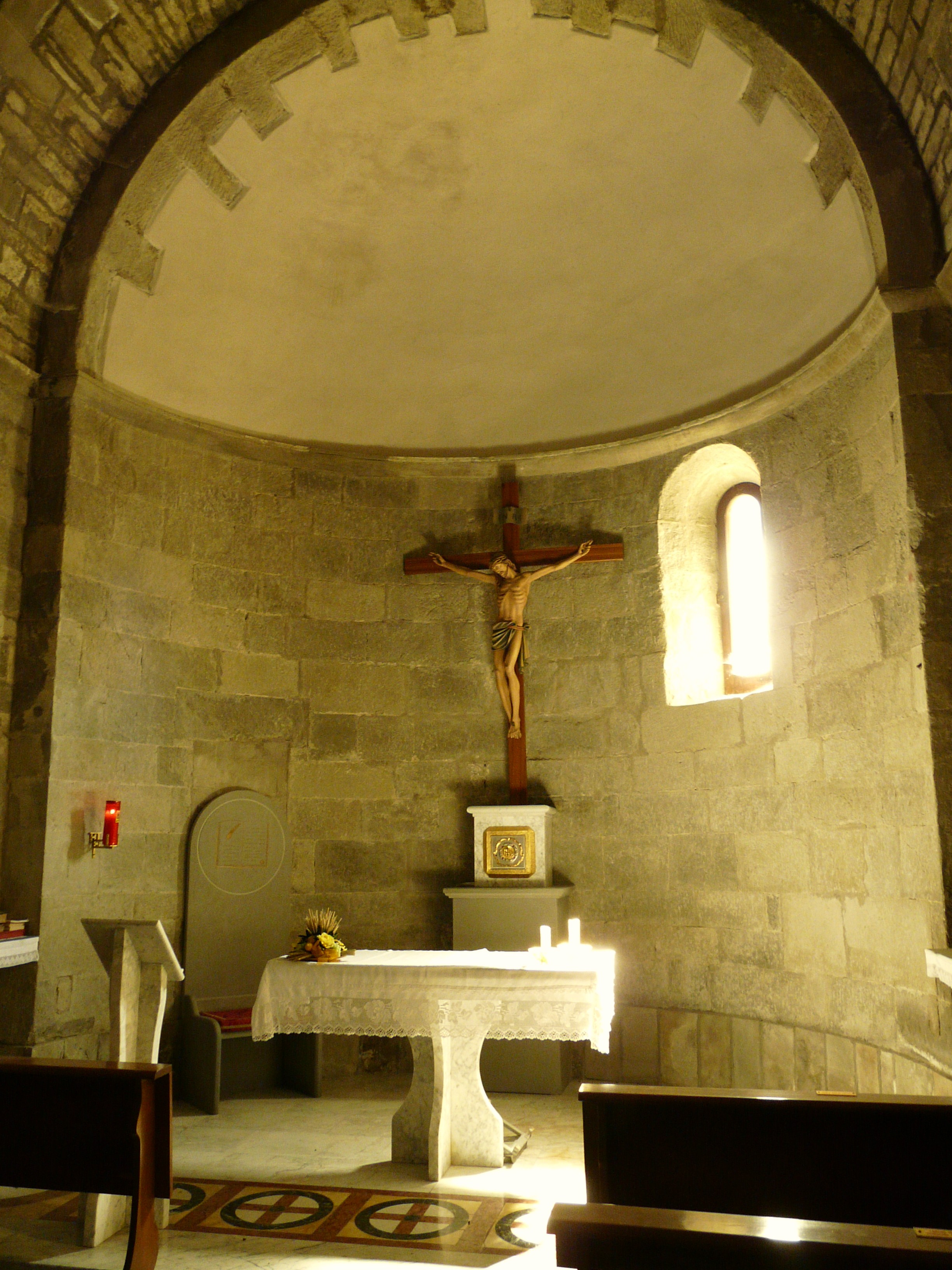
La cappella del Santissimo Sacramento
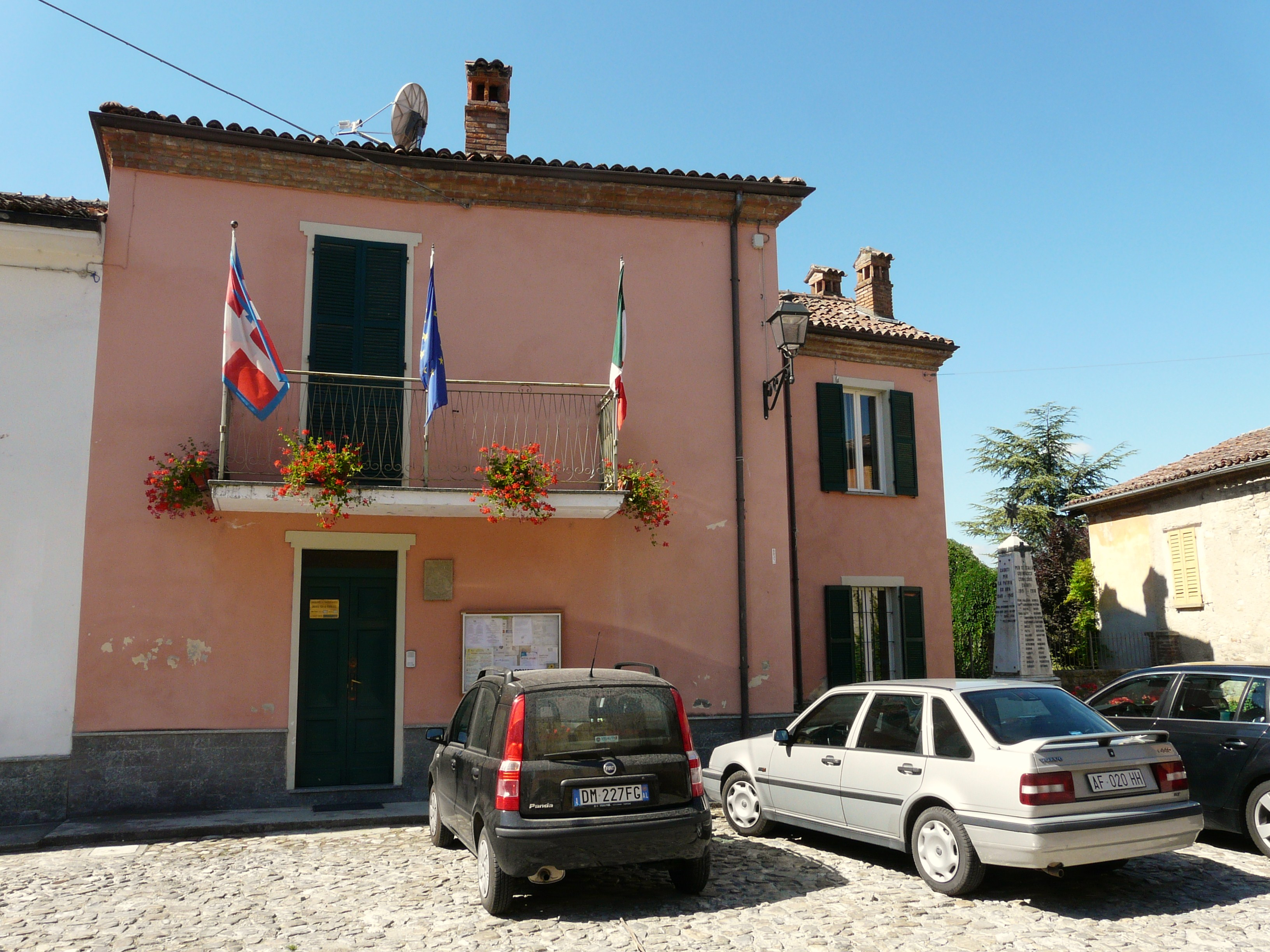
Il municipio